# 上臈御年寄
上臈御年寄是江戶時代德川幕府大奧女中的其中一種職稱，被允許能直接謁見將軍及將軍正室之「御目見以上」的奧女中，在大奧裡的最高職位為「大上臈」，日本皇宮裡內侍司的長官「尚侍」亦稱為上臈。
上臈的雅稱為「孝藏主」或「高藏主」，豐臣秀吉的正室高台院的筆頭上臈，川副勝重的女兒，人通稱孝藏主，為秀吉任關白時奧區仕切的責任者，他後來也替高台院擔任對德川家康講和交渉役、折衝役，以及擔任二代將軍德川秀忠的上臈，領有二百石實封知行領地，為春日局以前大奧最令人側目的一位女中。
做為上臈御年寄，是社交及文化活動等等的典禮司儀式部官，主要職務為在將軍及御台所身邊照料及給予意見。出身為京都公家，多為朝臣的女兒，作為御台所的陪嫁侍女進入大奧。上臈御年寄職位為奧女中的最上位，但一般認為在大奧裡並無實權，實際上在大奧中掌握實權為御年寄，大奧中的大小事皆由御年寄分配。
不過，如綱吉時期的右衛門佐、 家治時期的高岳、家慶時代的姊小路、家定時代的歌橋，也是有一邊掌握大奧實權一邊左右幕政的上臈御年寄，所以不能單純的斷言「沒有實權」。年俸合力金100兩＋切米100石等，約221日本銀兩，是御年寄的二倍。上臈領16人扶持，而御年寄為10人扶持。